# Krasîlivske, Novohrad-Volînskîi
Krasîlivske (în ucraineană Красилівське) este un sat în comuna Krasîlivka din raionul Novohrad-Volînskîi, regiunea Jîtomîr, Ucraina.

## Demografie
Componența lingvistică a localității Krasîlivske
     Ucraineană (100%)
Conform recensământului din 2001, toată populația localității Krasîlivske era vorbitoare de ucraineană (100%).